# Карибська іспанська

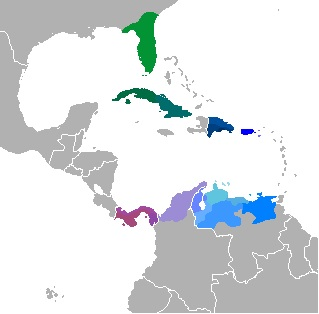
Територіальне поширення карибських діалектів іспанської мови

Карибська іспанська (ісп. español caribeño) - група діалектів, а також мовних варіантів іспанської мови в країнах басейну Карибського моря (Куба, Домініканська Республіка, Пуерто-Рико), а також прибережних територій республік Венесуела, Колумбія, Панама, раніше також на півострові Юкатан (Мексика). Найхарактерніший представник карибської іспанської — кубинський діалект. Особливою своєрідністю також відрізняється пуерто-ріканський іспанський.

## Історія
Як особлива діалектна група карибська іспанська почала формуватися з кінця XV століття. В його основу ліг андалузький діалект кастильської (іспанської) мови. Разом з діалектами Андалусії, а також Аргентини (портеньйо), карибська іспанська складає так звану прибережну іспанську (костеро). Їм протистоїть континентальна іспанська (альто): іспанська мова в Мексиці, перуанська іспанська та ін.

## Характеристика
Карибська іспанська відрізняється від стандартної літературної мови насамперед своєю фонетикою, особливо емфазою голосних звуків та леніцією приголосних. Його основні риси:
- Випадання кінцевих /s/, /d/ та /r/ (mitad [mita] 'половина') comer [kome] 'є'
- Леніція інтервокальних приголосних: cansado /kansau/ ('втомлений'), nada /na'a/ ('нічого'), і perdido /perdio/ ('втрачений')
- Назалізація голосних перед /m/ і /n/: ven [bẽ] 'іди'
- Змішування /r/ і /l/: ayer > ayel 'вчора', змішання arma 'зброя' та alma 'душа'
- Перехід /s/ в /h/ перед приголосними: costa > cohta 'берег' (так зв. дебуккалізація )
- Є багато специфічних лексем-екзотизмів.